# Стахович, Пармен Иванович
Пармен Иванович Стахович (1792—1861) — русский военачальник, генерал от артиллерии (1859), участник Наполеоновских войн и Крымской войны.

## Биография
Родился в 1792 году.
Службу в артиллерии начал в 1807 году и два года спустя был произведён в подпоручики. В Наполеоновских войнах принимал участия в качестве офицера Первой Лейб-гвардии артиллерийской бригады. Участник Кульмского сражения. Поручик (1813). 
В дальнейшем продолжил службу в той же бригаде. В рядах бригады участвовал в подавлении Польского восстания (1830—1831). В 1834 году, в чине полковника, стал командиром бригады. Два года спустя, 6 декабря 1836 года, находясь на той же должности был произведён в генерал-майоры. В 1843 году был награждён орденом Святого Георгия IV степени (за выслугу лет). 
В 1844 году был назначен командиром 1-й артиллерийской дивизии. Спустя три года, 23 марта 1847 года был произведён в генерал-лейтенанты. В 1852 году возглавил элитную артиллерийскую дивизию Гренадерского корпуса, в 1855 году был назначен комендантом Модлинской (Новогеоргиевской) крепости, а в 1856 году — начальником артиллерии действующей армии. 
В 1859 году был назначен начальником 6-го пехотного корпуса. В том же году был повышен до генерала от артиллерии. 
Скончался в 1861 году в возрасте 80 лет и был похоронен на кладбище Казанского мужского монастыря города Тамбова.

## Награды
- орден Святой Анны 3-й степени (1812)
- кульмский крест (1813)
- орден Святого Владимира 4-й степени с бантом
- орден Святой Анны 2-й степени с императорской короной (1831)
- польский знак отличия за военное достоинство 3-й степени (1831)
- орден Святого Владимира 3-й степени (1836)
- орден Святого Станислава 2-й степени (1838)
- орден Святого Станислава 1-й степени (1840)
- орден  Святого Георгия 4-й степени (1843; за выслугу лет)
- орден Святой Анны 1-й степени (1844; императорская корона к ордену — 1849)
- орден Святого Владимира 2-й степени (1845)
- орден Белого орла (1853)

## Семья
Был женат дважды. Первая жена — Фотиния Порфириевна (Фотинья Порфирьевна), урождённая Александрович. Второй раз женился на дочери титулярного советника Владимирцова, Екатерине Гавриловне — 14 апреля 1835 года. Их дети:
- Екатерина (02.07.1837—?)
- Александр (16.01.1839—01.02.1912)
- Михаил (18.10.1844—19.08.1895), генерал-майор[3]